# Глава Франца Кафке
Глава Франца Кафке (чеш. Hlava Franze Kafky) је механичка скулптура на отвореном уметника Давида Черног, која приказује главу писца Франца Кафке. Статуа се налази на тргу испред тржног центра Quadrio у Прагу, у близини метро станице Народни трида. Отварање је одржано 31. октобра 2014. године. 
Трошкови израде и постављања скулптуре износили су 30 милиона круна и платила их је CPI Property Group, власник суседног комплекса Quadrio.

## Опис статуе
Ова кинетичка скулптура је висока 10,6 метара и направљена је од 42 ротирајућа панела од нерђајућег челика и уграђене моторе како би се осигурало да се статуа стално креће и ротира. Двапут на сат глава Франца Кафке стане 15 минута на савршеном месту пре него што поново крене.
Сваки слој је механизован и ротира се појединачно. 
Тешка је 39 тона.
Черни је сличну статуу, под називом Металморфоза, направио у граду Шарлот у Северној Каролини.